# Монахи. Не туда заехали
«Монахи» («Не туда заехали», ошибочно: «Приплыли») — картина Льва Соловьёва.
Хранится в Сумском художественном музее, Украина, там она оказалась в 1938 году, до этого момента места её пребывания проследить не удается.
Картину часто ошибочно приписывают художнику Илье Репину, так как в 1930-х годах она висела на выставке рядом с полотнами Репина.

## Сюжет
В основе сюжета картины Соловьёва — сцена купания. Центральные фигуры картины — оторопевшие от неожиданной встречи монахи, лодку которых принесло к обнажённым купальщицам коварное течение.

## Идиома
Выражение «картина Репина „Приплыли“» стало идиомой, которой характеризуют патовую ситуацию или конфуз.